# Megachile junodi
Megachile junodi är en biart som beskrevs av Heinrich Friese 1904. Megachile junodi ingår i släktet tapetserarbin, och familjen buksamlarbin. Inga underarter finns listade i Catalogue of Life.